# Francisco de Castro Pires Júnior
Francisco de Castro Pires Júnior foi um político brasileiro do estado de Minas Gerais. Foi deputado estadual em Minas Gerais pelo PSD na 1ª Legislatura (1947 a 1951) e na 2ª Legislatura (1951 - 1955).